# Massacro di Giardinello
Il massacro di Giardinello ebbe luogo il 10 dicembre 1893, a Giardinello in provincia di Palermo durante la rivolta dei Fasci siciliani. Undici persone vennero uccise e 12 gravemente ferite a seguito di una manifestazione che chiedeva l'abolizione delle tasse sui prodotti alimentari e lo scioglimento delle guardie campestri locali.

## Contesto e conflitti
Il Fascio dei Lavoratori di Giardinello fu fondato poche settimane prima del massacro il 13 novembre 1893, e chiedeva di abolire le tasse e i dazi sui beni di consumo e sui trasporti. Una prima esplosione di malcontento si verificò il 3 dicembre 1893 con la dimostrazione delle donne che lamentavano l'assenza di una lavanderia pubblica, essenziale per i bisogni della popolazione. Il 10 dicembre, il raduno dei manifestanti ebbe luogo dopo la messa domenicale nel villaggio di 814 abitanti. All'uscita dalla messa, davanti alla chiesa iniziò una prima protesta, al grido di: "Abbasso le tasse e il Municipio" e "Abbasso Guardie Campestri e Birri". Poco dopo la situazione precipitò: i manifestanti raggiunsero la casa del sindaco, vicino al municipio, chiedendo con forza qualche risposta da parte del primo cittadino, ma questi non rispose, creando ancora più agitazione tra la folla. In risposta a ciò, la moglie del sindaco affacciandosi dalla finestra, versò un secchio d'acqua sulla folla, insultandola.
Di lì a poco, i locali del municipio vennero saccheggiati e parte dei mobili e degli archivi fiscali vennero incendiati. Alcuni manifestanti, soprattutto donne, presero due ritratti del re e la bandiera nazionale, portandoli in piazza gridando:. "Viva la Casa di Savoia", "Viva il Re", "Viva la Regina". A quel punto, vennero convocate in tutta fretta da Montelepre rinforzi da parte dei pochi Carabinieri presenti alla manifestazione. Quando la situazione sembrava essersi calmata, dei colpi d'arma da fuoco vennero sparati improvvisamente dalla casa del sindaco, uccidendo dieci persone e ferendone altre. Per vendetta il segretario comunale e sua moglie furono uccisi dalla folla inferocita.
Il massacro di Giardinello è stato il primo di una serie di episodi sanguinosi che avrebbero portato alla proclamazione dello stato d'assedio da parte del primo ministro Francesco Crispi il 4 gennaio 1894. Il 17 dicembre molte persone rimasero ferite quando le truppe spararono contro una manifestazione a Monreale. Altri 11 manifestanti vennero uccisi a Lercara Friddi il 25 dicembre. Il 1º gennaio 1894, 20 persone furono uccise e molte altre ferite a Gibellina e Pietraperzia. Il 2 gennaio, ci furono due morti a Belmonte Mezzagno e il giorno dopo 18 morti e molti feriti a Marineo. Due giorni dopo, il 5 gennaio, tredici morti e molti feriti posero fine alla triste serie a Santa Caterina Villarmosa. Un rapporto della polizia che esaminò attentamente la posizione dei cadaveri dei contadini uccisi e le tipologie di proiettili che ne avevano procurato la morte, concluse che le vittime furono attaccate da due punti: da una parte dai militari, con proiettili di mitragliatrice e da un'altra delle Guardie campestri, che spararono con fucili. Il capo delle Guardie campestri, il locale boss mafioso Girolamo Miceli, fu assolto per insufficienza di prove al processo militare di Trapani, svoltosi tra il 7 e il 10 marzo 1894, mentre tre contadini furono condannati all'ergastolo, tra i quali Giuseppe e Salvatore Piazza, uno dei quali era il presidente del Fascio.